# Этьен де Безансон
Этьен де Безансон (фр. Étienne de Besançon; 1250 — 22 ноября 1294) — монах-доминиканец, в 1292—1294 годах — генеральный магистр ордена проповедников.

## Биография
Родился в Безансоне в 1250 году. В 1286 году получил степень бакалавра теологии в Парижском университете, двумя годами позже - степень магистра. Ему приписывается авторство популярного сборника проповедей Alphabetum narrationem.
В 1291 году назначен главой доминиканской провинции северной Франции. В 1292 году на Генеральном капитуле Ордена был избран восьмым генеральным магистром ордена проповедников. Находился на посту всего два года, за время правления постарался восстановить хорошие отношения между Орденом и Святым Престолом, подорванные при его предшественнике, Муньо де Саморе; а также уделял большое внимание внутренней дисциплине в ордене. Умер 22 ноября 1294 в Лукке во время возвращения в Рим из поездки по доминиканским монастырям.